# Saint-Hilaire-de-Loulay
Saint-Hilaire-de-Loulay är en kommun i departementet Vendée i regionen Pays de la Loire i västra Frankrike. Kommunen ligger i kantonen Montaigu som tillhör arrondissementet La Roche-sur-Yon. År 2018 hade Saint-Hilaire-de-Loulay 4 577 invånare.

## Befolkningsutveckling
Antalet invånare i kommunen Saint-Hilaire-de-Loulay
| Referens: INSEE |